# Cillaeopeplus dubius
Cillaeopeplus dubius är en skalbaggsart som beskrevs av Sharp 1908. Cillaeopeplus dubius ingår i släktet Cillaeopeplus och familjen glansbaggar. Inga underarter finns listade i Catalogue of Life.